# Leopold August Nypels
Leopold August Nypels (Maastricht, 29 december 1888 – Warmond, 18 juni 1969) was een Nederlands tennisser en jurist.

## Biografische schets
Leopold August Nypels stamde uit een oud Maastrichts geslacht van juristen, militairen en boekdrukkers. Hij werd geboren als oudste kind van de drukker Armand Jean Léopold Nijpels (1848-1929) en Henrica Volrada Julia Elisabeth Roest van Limburg (1855-1931). Zijn vader was mede-eigenaar van de familiedrukkerij, die na zijn dood werd voortgezet door zijn neef, de bekende drukker, uitgever en grafisch vormgever Charles Nypels (1895-1952).
Nypels studeerde rechten aan de Rijksuniversiteit Leiden en promoveerde in 1911. Hij was als tennisser viervoudig Nederlands kampioen. In 1917, 1918 en 1920 zegevierde hij in het heren dubbelspel. In dat laatste jaar won hij tevens het enkelspel.
Hij was advocaat en procureur en werd in 1931 benoemd tot raadsheer in de Hoge Raad der Nederlanden. Na de Tweede Wereldoorlog was hij vicepresident van dit rechtscollege. In 1959 trad hij af. Hij maakte deel uit van de raden van bestuur van Philips en Calvé en was in de jaren zestig voorzitter van de Kiesraad.
Leopold Nypels trad in 1925 in het huwelijk met Jenneke Kamerlingh Onnes (1894-1993). Zij was een dochter van de kunstenaar Menso Kamerlingh Onnes en een zuster van de kunstenaar en ontwerper Harm Kamerlingh Onnes. Het echtpaar kreeg vier kinderen, drie jongens en een meisje. De dochter Lily ter Kuile-Nypels werd keramist.